# Фриденштейн, Александр Яковлевич
Александр Яковлевич Фриденштейн (24 июня 1924, Киев — 31 августа 1997, Москва) — советский учёный-медик, гистолог, гематолог, иммунолог. Член-корреспондент АМН СССР (1991) и РАМН (1992).
Впервые описал и экспериментально подтвердил существование в костном мозге и лимфоидных органах стволовых стромальных клеток, получивших в последующем международное название мультипотентные мезенхимальные стромальные клетки.

## Биография
В 1928 году семья переехала в Москву. В 1941 году окончил школу и поступил в Военно-медицинскую академию им. С. М. Кирова. В 1945 году по состоянию здоровья был демобилизован из академии и продолжил образование в Московском медицинском институте МЗ РСФСР. В 1946 году заканчивает институт и поступает в аспирантуру при кафедре гистологии, где под руководством профессора Алексея Всеволодовича Румянцева занимается исследованием физиологической и репаративной регенерации кожи и костей у земноводных.
В 1950 г. под руководством профессора А. Н. Студитского защищает кандидатскую диссертацию «Гистогенез висцерального скелета высших позвоночных». В этом же году Александр Яковлевич Фриденштейн зачислен младшим научным сотрудником в отдел специфической профилактики и терапии туберкулёза, под руководством профессора А. И. Тогунова, в Институте эпидемиологии и микробиологии им. Н. Ф. Гамалеи АМН СССР. В 1955 году перешёл в отдел радиационной микробиологии (под руководством академика В. Л. Троицкого).
В 1960 г. защитил докторскую диссертацию по теме: «Гистогенетический анализ внескелетного остеогенеза» и ему была присуждена степень доктора биологических наук. В 1963 г. Александр Яковлевич Фриденштейн организовал лабораторию иммуноморфологии, которую возглавлял более 25 лет. В 1967 г. ему было присвоено звание профессора, а в 1987 г. он был избран членом-корреспондентом Академии медицинских наук СССР.
Похоронен на Кунцевском кладбище.

## Семья
- Первая жена — Раиса Моисеевна Радзиховская (1922—2021), иммунолог, автор монографии «Некоторые закономерности противоопухолевого иммунитета» (М.: Медицина, 1971).
  - Сын — Леонид Радзиховский (род. 1953), публицист и политолог, кандидат психологических наук.
    - Внук — Пётр Леонидович Радзиховский, ресторатор.
- Вторая жена — Елена Александровна Лурия (1938—1992), доктор биологических наук, специалист по тканевым культурам, дочь крупнейшего советского психолога Александра Романовича Лурия.

## Список научных работ
1. Фриденштейн А. Я. Гистогенез висцерального скелета высших позвоночных. Дисс. .. канд. мед. наук. 1950.
2. Фриденштейн А. Я. Гистогенетический анализ внескелетного остеогенеза. М.: Дисс. .. док. мед. наук. 1960
3. Фриденштейн А. Я. Экспериментальное внескелетное костеобразование. М.: Медицинская литература 1963
4. Friedenstein A.J, Petrakova K.V, Kuralesova A.I, Frolova O.F. Heterotopic transplants of bone marrow. Analysis of precursor cells for osteogenic and hemopoietic tissues. Transplantation. 1968;6:230-247.
5. Фриденштейн А. Я., Петракова К. В., Куролесова А. И., Фролова Г. П. Клетки предшественники для остеогенной и кроветворной тканей. Анализ гетеротопных трансплантантов костного мозга. Цитология 1968; 5: 557 67
6. Friedenstein A.J, Chailakhjan R.V, Lalykina K.S. The development of fibroblast colonies in monolayer cultures of guinea-pig bone marrow and spleen cells. Cell Tissue Kinet. 1970;3:393-403.
7. Miskarova E.D, Lalykina K.S, Kokorin I.N, Friedenstein A.J. Osteogenic potencies of prolonged diploid cultures of myeloid cells. Bull Exp BioI Med. 1970;56:78-81.
8. Фриденштейн А. Я., Чайлахян Р. К., Лалыкина К. С. О фибрабластоподобных клетках в культурах кроветворной ткани морских свинок. Цитология 1970; 12(9): 1147 55
9. Friedenstein A.J, Kuralesova A. Osteogenic precursors of bone marrow in radiation chimeras. Transplantation. 1971;12:99-108.
10. Luria EA, Panasyuk AF, Friedenstein AJ. Fibroblast colony formation from monolayer cultures of blood cells. Transfusion. 1971;11:345-349.
11. Фриденштейн А. Я., Куралесова А. И. Остеогенные клетки предшественники костного мозга радиохимер. Анализ методом гетеротопной трансплантации. Онтогенез 1971; 2(5): 458 65
12. Фриденштейн А. Я., Лалыкина К. С. Индукция костной ткани и остеогенные клетки предшественники. М.: Медицина 1973
13. Фриденштейн А. Я., Чайлахян Р. К., Лациник Н. В. и др. Стромальные клетки, ответственные за перенос микроокружения в кроветворной и лимфоидной ткани. Пробл. гемат. перелив. крови 1973; 10: 14 23
14. Friedenstein A, et al. Precursors for fibroblasts in different populations of hemopoietic cells as detected by the in vitro colony assay method. Exper Hematol. 1974;2:83-92.
15. Friedenstein A.J, et al. Stromal cells responsible for transferring the microenvironment of hemopoietic tissues. Cloning in vitro and retransplantation in vivo. Transplantation. 1974;17:331-340.
16. Friedenstein A. Precursor cells of mechanocytes. Inter Rev Cytol. 1976;47:327-359.
17. Friedenstein A.J, Gorskaya U.F, Kulagina N.N. Fibroblast precursors in normal and irradiated mouse hemopoietic organs. Exper Hematol. 1976;4:267-274.
18. Friedenstein A, et al. Origin of bone marrow stromal mechanocytes in radiochimeras and in heterotopic transplants. Exper Hematol. 1978;6:440-444.
19. Чайлахян Р. К., Герасимов Ю. В., Фриденштейн А. Я. Перенос костномозгового микроокружения клонами стромальных механоцитов. Бюлл. эксп. биол. мед. 1978; 2: 705 7
20. Friedenstein A. Stromal mechanocytes of bone marrow: cloning in vitro and retransplantation in vivo. In: Thierfelder S, Rodt H, Kolb H (eds). Immunology of bone marrow transplantation. Springer-Verlag. 1980;19-29.
21. Фриденштейн А. Я., Лурия Е. А. Клеточные основы кроветворного микроокружения. М.: Медицина 1980
22. Friedenstein A.J, Latzinik N.V, Grosheva A.O, Gorskaya U.F. Marrow microenvironment transfer by heterotopic transplantation of freshly isolated and cultured marrow cells in porous sponges. Exp Hematol. 1982;10:217-227.
23. Tavassoli M, Friedenstein A. Hemopoietic stromal microenvironment. Am J Hemat. 1983;15:195-203.
24. Chailakyan R.K, Gerasimov Y.F, Friedenstein A.J. Content of osteogenic precursor cells in the bone marrow and their proliferation in cultures. Bull Exp Biol Med. 1984;11:605-608.
25. Gerasimov Y, Friedenstein A.J, Chajlakjan RK, Shiskova V.V. Differential potentiality of clonal strains of bone marrow fibroblasts. Bull Exp Biol Med. 1986;6:717-719.
26. Friedenstein A.J, Chajlachyan R.K, Gerasimov Y.F. Bone marrow osteogenic stem cells in vitro cultivation and transplantation in diffusion chambers. Cell Tissue Kinet. 1987;20:263-272.
27. Luria E.A., Owen M.E., Friedenstein A.J. et al. Bone formation in organ cultures of bone marrow. Cell Tissue Res. 1987; 248: 449 54 PMID 3581153
28. Owen M.E, Friedenstein A.J. Stromal stem cells: marrow derived osteogenic precursors. In: Evered D, Harnett S. (eds). Cellular and molecular biology of vertebrate hard tissues. Ciba Found Symp. 1988;136:42-52.